# Lovy Metal
Lovy Metal é uma série de 4 álbuns com coletâneas musicais feitas pela gravadora Som Livre com as chamadas Power ballads de várias bandas/artistas de rock. O primeiro volume da série foi lançado em 2001, e o último em 2007.
O segundo volume (Lovy Metal 2) chegou a figurar entre as coletâneas mais vendidas no Rio de Janeiro em junho de 2002, e o 4o volume da Série, chamado "O Melhor de Lovy Metal", chegou a aparecer numa publicação da Billboard no Top 10 dos discos mais vendidos do Brasil em março de 2007.

## Controvérsias
Uma curiosidade fica por conta da música "Die For Love", creditada na coletânea ao músico Marc Ferr. Seus riffs são idênticos aos da música "Wasting Love", do Iron Maiden. Por conta disso, boatos começaram a rolar na internet, e davam conta que "Die for Love" foi gravada em 1982, dez anos antes de Iron Maiden conceberem "Wasting Love". Porém, como haviam poucas, ou quase nenhuma informações na internet sobre o artista Marc Ferr, chegou-se a acreditar que a faixa !Die For Love" poderia ter sido preparada por músicos de estúdio apenas para esta coletânea.
Ao ser questionado sobre quem teria plagiado quem, Marc Ferr deu o seguinte depoimento:

## Infos sobre as coletâneas

### Lovy Metal
Lovy Metal é o nome do primeiro álbum da série-coletânea homônima da Som Livre. Foi lançado em 2001.

#### Faixas
01. Silent Lucidity – Queensryche

02. Still Loving You – Scorpions

03. More Than Words – Extreme

04. I Remember You – Skid Row

05. Only Time Will Tell – Nelson

06. Miles Away – Winger

07. Something To Believe In – Poison

08. When I Look Into Your Eyes – Firehouse

09. Lover Why – Century

10. Dust In The Wind – Kansas

11. Carrie – Europe

12. To Be With You – Mr. Big

13. Heaven – Warrant

### Lovy Metal 2
Lovy Metal 2 é o nome do segundo álbum da série-coletânea Lovy Metal, da Som Livre. Foi lançado em 2002.
Chegou a figurar entre as coletâneas mais vendidas no Rio de Janeiro em junho de 2002

#### Faixas
01. Is This Love? - Whitesnake

02. Wind Of Change - Scorpions

03. In a Darkened Room - Skid Row

04. Beautiful - Marillion

05. I Live My Life For You - Firehouse

06. Easy - Faith no More

07. My Oh My - Slade

08. Die For Love - Marc Ferr

09. Every Rose Has Its Thorn - Poison

10. Don`t Know What You Got (Till It`s Gone) - Cinderella

11. What About Love - Heart

12. More Than a Feeling - Boston

13. Goodbye - Enuff Z'Nuff

14. Eclipse - Prisoner

### Lovy Metal 3
Lovy Metal 3 é o nome do terceiro álbum da série-coletânea Lovy Metal, da Som Livre. Foi lançado em 2003.

#### Faixas
01. Crazy - Aerosmith

02. 18 And Life - Skid Row

03. Something To Believe In - Poison

04. Love Of My Life - Scorpions

05. Eyes Without A Face - Billy Idol

06. Wherever You Will Go - The Sign

07. Fairy Tale - Shaman

08. Changes - Ozzy Osbourne

09. Hole Hearted - Extreme

10. Rosanna - Toto

11. Can´t Fight This Feeling - REO Speedwagon

12. In a Darkened Room - Marc Ferr

13. Nothing Else Matters - Prisoners

14. I Need You Now - Klaus Spencer

### O Melhor de Lovy Metal
O Melhor de Lovy Metal, também conhecido como Lovy Metal 4, é o nome do quarto e último álbum da série-coletânea Lovy Metal, da Som Livre. Foi lançado em 2007.
Chegou a figurar entre os 10 discos mais vendidos do Brasil em março de 2007

#### Faixas
01. Still Loving You - Scorpions

02. Is This Love? - Whitesnake

03. Forever - Kiss

04. I Remember You - Skid Row

05. Behind Blue Eyes - Limp Bizkit

06. Wherever You Will Go - The Calling

07. Under the Same Sun - Scorpions

08. I've Been In Love Before - Cutting Crew

09. I Live My Life For You - Firehouse

10. Broken Wings - Mr. Mister

11. Heaven - Warrant

12. Miles Away - Winger

13. I Believe In You - Stryper

14. Die For Love - Marc Ferr